# 競艇選手

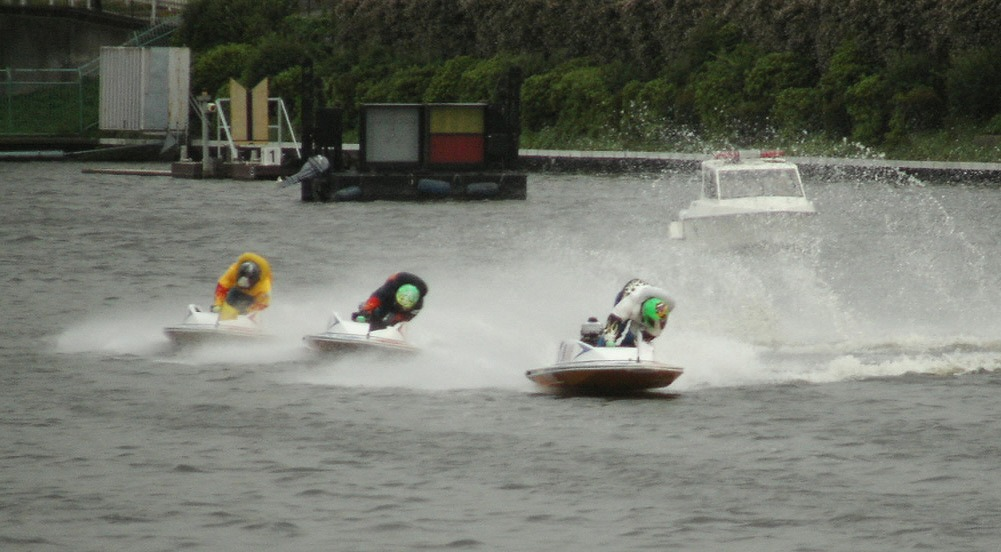
グラチャン準優勝戦・競走中の競艇選手 戸田競艇場　2007年

競艇選手（きょうていせんしゅ）とは、公営競技の競艇において、レースに出場して賞金を獲得するプロフェッショナルスポーツ選手であり、国土交通省管轄の国家資格所持者である。
通称はボートレーサーだが、ボートレースには手漕ぎボート競技（ローイング競技）やセーリングなども含まれるため、競艇だけではない点に留意する必要がある。

## 概説
2018年（平成30年）3月15日時点で、競艇選手の数は約1585名（内女子212名）である。選手数は原則として1600名を上限としており、毎年5月と11月に合わせて50名ほどの新人がデビューすることから、それに合わせて一定数の成績下位者が選手会から退会勧告を受け引退している。

競艇選手になるためには、国家試験である競艇選手資格検定に合格する必要がある。資格検定に合格するためには、まずボートレーサー養成所に入所し、同所において1年の教育・訓練を受けることが前提となっている。

競艇選手には4つのクラス（級）分けがあり、上位から「A1」「A2」「B1」「B2」となっている。勝率・複勝率・出走率・事故率などによって判断されており、審査・適用のプロセスは年に2回行われている。

収入面について言えば、競艇選手はプロスポーツ選手（つまり競技で賞金や収入を得る選手）であり、無償で競技を行う選手ではない。収入の低い選手だと1千万円に達しないが、トップレベルの選手になると年間に1億円を超える賞金を得ている。
選手寿命について言えば、プロスポーツの中では選手寿命が相当長いほうに属する。3年に一度の選手登録更新の際の健康診断で裸眼視力の基準などをクリアできず一定期間内で治療・再検査で合格できない場合には選手登録が抹消されるものの、定年制も存在しない。しかし、あまりにも成績不振であると、選手会からの退会勧告や（8項の）規定に抵触しての斡旋保留によりレースに出場不可能になる形で引退勧告が突きつけられることがある。また、選手の体面を著しく汚すような行為を行った場合は、成績優秀であっても解雇になることがある。

大半の選手は、加齢による視力・体力の衰えが生じたり、減量の困難さが増すことにより、40代後半から50代で引退する。

競艇選手の生活は、レースの開催期間中と期間外で異なっている。レース開催期間中は主としてモーター（エンジンのこと）の整備などに時間をかけており、体重管理・体調管理に気を配っている。また、開催競艇場から外出することができないだけでなく、電話などで家族も含めて外部の人と接触することもできない。競艇は「公営競技」（ギャンブル）として開催しているため、ノミ行為、八百長等のギャンブルにまつわる不正行為が行われる事態を防止するためである。

開催期間外は、接触禁止が解かれ競艇場外の人々と接することが可能となる。2012年以前は主としてプロペラ（スクリューのこと）の研究や加工に多くの時間をかける選手が多く、競艇選手同士で「ペラグループ」と呼ばれる集団をつくり、良い成績を出せるプロペラを得るために、プロペラの加工、加工したプロペラのテスト、良い性能が出せたプロペラ形状の記録・保存等を行っていた。
しかし2012年に持ちペラ制が廃止されたことから、以後は過ごし方にも変化が生じている。
また、競輪選手と同じく、新人選手がベテラン選手に弟子入りし師弟の関係を結んで指導を仰ぐこともある。

## 競艇選手の養成課程
競艇選手は専門の養成所で訓練を受けた者だけがなれることになっており、2001年（平成13年）以降は「ボートレーサー養成所」に入校し、1年間の訓練を受けた者でなければ競艇選手になれない。この養成所で、常時礼節を重んじた形で、モーター（エンジン）整備、競技の実技　等々、競艇選手として必要な基礎の訓練を受ける。
同所では年に2回の入学式（4月入学コースと10月入学コース）がある。
ボートレーサー養成所への入学資格が2008年（平成20年）8月1日の106期の募集から、年齢制限が緩和されるなど、条件が大幅に変更となり、一般試験枠におけるスポーツ推薦制度や特別試験枠も同時に設けられた。
これにより、改定前はほぼ不可能であった大卒や社会人出身の者でも受験が可能となり、また他のスポーツから転身してきた選手も大幅に増加した。一例を挙げると、前者の事例は元教員の坂井田晃、元看護師の孫崎百世、元保育士の向井田真紀が、後者の事例は元プロ野球選手の野田昇吾、プロボクサー出身の金光佑治や西尾亮輔、高校時代はチアリーディング競技のチアリーダーで大学時代はエアロビクス出身の中田夕貴、元柔道家の志々目裕樹、大学野球選手であった安河内将や山川雄大、ソフトボール選手であった西舘果里、アーティスティックスイミング出身の計盛光、フィギュアスケート選手出身の平川香織などが他のスポーツからの転身選手である。
現在では、元選手の鎌田義が運営する「カマギーボートレースアカデミー」など、ボートレーサー養成所入学のための予備校も存在する。

## 競艇選手の生活

### 詳細
詳細については漫画『モンキーターン』に詳しい。

### 開催期間中
レースの斡旋方法並びにレース前日から終了に至るまでの流れは競輪選手の場合と概ね共通している。
競艇の場合の特徴としては、開催前日（前検日）に選手が集合した段階で、当該開催の間使用するボート及びモーター（レシプロエンジン）の抽選を行う点が挙げられる。選手は自らに割り当てられるボート及びモーターが決まるとそれを受け取った上で試走を行い、スタートタイミングの微調整などを行うのが通例である。
開催期間中は、原則として1日に1～2回競走に出走する。レースでフライングスタートに失敗して返還欠場となった場合（フライングもしくは出遅れによるスタート事故）、競輪で失格した場合とは異なり、原則として1回目は賞典除外となるのみでそのまま開催最終日まで競走に参加できる（2回目で強制帰郷となる）。2013年11月の規則改正で.05秒以上のフライングが「非常識なフライング」と定義され、該当する選手は即日帰郷が命じられるようになったが、2022年5月の規則改正で即日帰郷が廃止され、代わりに斡旋停止期間が延長された。
また開催期間中は、多くの選手がレースで使用するモーターの整備に時間を費やす。抽選で割り当てられたモーターの性能には個体差があるため、ピストンリングやクランクシャフトなどの部品を交換したり、ギヤの噛み合わせの調整（ギヤケース整備）、キャブレターの調整などを行ったりする。整備後はレースの合間などに試運転を行い、性能が向上しているかどうかを確認する。当然のことながら、整備により逆に性能が悪化することもあるので、その場合は状態を元に戻すことになる。またプロペラ（現在は競艇場備え付けのものを使用する。2013年11月以降はヤマト発動機のものが1枚ずつ割り当てられる）とモーターのマッチングのためにプロペラを微妙に加工したり、プロペラのメンテナンスを行ったりすることも多い（プロペラは使用することで水の抵抗を受け微妙に形状が変化するため、定期的なメンテナンスが不可欠である）。
このほか、絶食やサウナでの汗取りなどにより減量を試みる選手もいる（減量によりパワーウェイトレシオ（重量出力比）が改善し、ボートの性能が向上するため）。競艇選手の大半は普段から体重に気をつけているが、減量によるボートの性能向上と、それにより体力が低下することとのバランスを考え、重要なレースの前に限り特別に減量を行う場合もある。また一時期、減量により体調を崩す選手が増え、開催中の番組編成に支障をきたすほどの事態となったことから、1988年11月に選手の最低体重規定が設けられ、それ以下の体重の場合には専用の重量調整ベストを着用もしくはボートに重量調整マットを敷いて競走に出走することとなった。なお最低体重は当初は「男子50kg・女子45kg」だったが、厚生労働省の統計データにおける平均体重との差を是正し、且つ選手の健康維持並びに身体能力の発揮による事故防止を目的に、女子の最低体重は2003年5月より47kgに引き上げられ、男子も2015年11月から51kg、2020年11月1日から52kgと段階的に引き上げられている。
レースの公正面から（インサイダー行為・八百長行為・ノミ行為等の不正行為を防ぐ為）、開催期間中の出場選手は、緊急時以外および管理解除になるまでは、開催競艇場から外出はおろか外部との接触も禁止される。また来場客からの差し入れについても酒類、生ものの菓子、果物、医薬品などは衛生管理の関係上差し入れることを自粛するよう要請している。物理的・社会的に閉ざされた合宿生活をすることになる。選手宿舎は通常競艇場の敷地内もしくは離れた場所（この場合、徒歩または競艇場が用意するマイクロバスで移動）に併設されているが、1開催の期間が他の公営競技と比べても長い（前検日も入れると7日程度）ことから、選手のストレスにも配慮し、居室は2-3人1部屋の相部屋でリビングルームと就寝スペースのみ個室の半個室型となっているところが多い。また開催期間中の飲酒は禁止されているが、ノンアルコール飲料は許可されており、宿舎の簡易売店でも購入出来る。
デビュー後初勝利を挙げたり、SGなどビッグレースで初優勝を成し遂げた選手に対しては『水神祭』という儀式が行われる。レース後、ほかの選手仲間が水面にその選手を放り投げるというものである。また、選手によっては、引退時に行われることもある。
開催最終日は、原則として6レース終了後（7レース以降に出走予定のある選手は当該レース終了後）に「管理解除」となり、各選手は当該開催における賞金の明細、選手登録手帳、主催者側に預けた物品（スマホ等）を受け取り競艇場を後にする。ただし通常は、同県（もしくは同支部）の選手同士がグループとなって移動するため、グループ全員が管理解除となるまではピット裏などで待機するのが一般的である。

### 開催期間外
開催期間外は、従来はプロペラの開発に多くの時間を費やす選手が多かった（後述）。2012年の制度改正により選手個人が所有するプロペラの使用が禁じられたが、いわゆる「ペラゲージ」の作成及び競艇場への持ち込みまでは規制されなかったため、代わってペラゲージの開発に力を入れる選手が増えている。毒島誠によればペラゲージは「1開催で10～15セットほど（競艇場に）持っていく」という。
なお競走の斡旋を受けていない場合でも、前検日及び開催中の競艇場において予備のボートを利用して練習を行うことができるため、まだ実戦経験の少ない若手選手が練習のために競艇場に赴くことは多い。

### 斡旋停止
スタート事故を起こした場合、前記の賞典除外・強制帰郷以外にも、級別決定期間（5～10月、11～4月）内に起こしたスタート事故回数に応じ、1回で35日間・2回で65日間・3回で95日間の斡旋停止となる（2022年5月より。例えば、1期間内で3回フライングした場合、35+65+95=195日間の斡旋停止となる）。このほか直近のフライング事故から100走以内に更なるフライング事故を起こした場合には愛知県碧南市の「日本モーターボート選手会常設訓練所」で再訓練を行う必要がある。このほかSG・GI・GII競走、新鋭戦および女子戦の場合は特別な出場停止規定が課せられる。
スタート事故による斡旋停止の間は無収入状態となるほか、スタート事故による事故率の上昇に加えて、斡旋停止期間が長くなると、出走数が足りずにクラスが下がることもある（その節間内でどんなに優秀な成績を残したとしても、事故率が規定の0.70を超えた場合は、成績に関係なく次節ではB2に強制的に落とされる）。そのため、特にB級の選手や、A級から陥落するのを嫌がる選手にとってはかなりの痛手となるが、A1の選手の中には「フライングによる斡旋停止は必要経費」「むしろ海外旅行などに行くのにちょうどいい休暇になる」と語る選手もおり、あまりスタート事故の抑止力とはなっていない。ただA1の選手になるとレースの斡旋が絶え間なく入るのが通例のため、斡旋停止期間ぐらいしかまともに休みを取れない状況ではある。
- 後藤翔之の妻である秋山莉奈によると、後藤は結婚前、期間中に3回スタート事故を起こし半年間斡旋停止となったため、その間はカラオケ店でアルバイトをしていたという[20]。

### 持ちペラ制
1988年5月に、選手個人が所有するプロペラ（一般にスクリューと呼ばれているもの）をレースで使用できる、いわゆる「持ちペラ制」が導入されたため、以後は開催期間外に多くの選手がプロペラの研究に時間を費やすようになった。プロペラの加工には高度な技術が必要なほか、加工の際に発生する騒音対策として専用の作業場を確保する必要があることなどから、通常は仲の良い選手同士で「ペラグループ」と呼ばれるグループを作り、共同で研究や作業場の運営等を行っていた。
当時はプロペラは一度競走のために競艇場に持ち込むと（選手は1開催に際し5枚までプロペラを持ち込める）、前検の際に刻印が打たれそれ以後は他の選手に譲渡することができなくなるというルールだったが、逆に刻印の打たれていないプロペラであれば譲渡は自由であるため、多くのペラグループでは手先が器用な選手がプロペラの加工を担当し、それを他の選手が実戦で試すといった役割分担がなされていた。同様の理由で、ペラグループの中で一人でも良いプロペラの開発に成功すると同グループの他の選手も同じプロペラを利用できるようになるため、ペラグループ全体の成績が向上することが多かった。そのような良い性能のプロペラの情報は「ペラゲージ」と呼ばれるプラスチック製のパーツに形状を写し取り保存され、ペラグループの資産として活用される。
しかし2011年12月に日本モーターボート競走会が「新プロペラ制度について」という発表を行い、「現在の選手持ちプロペラ制度は、選手のプロペラ修整技術の向上により迫力あるレースの具現化に寄与した反面、モーターと選手持ちプロペラがどのようにマッチングするかが複雑で、推理が難しい」ということから、2012年4月より現行の選手持ちペラ制度を廃止し、各競艇場がモーター一基につきナカシマプロペラ・ヤマト発動機のプロペラを1枚ずつ配備する制度が施行された（その後2013年10月にナカシマプロペラが撤退したため、以後はヤマト発動機のみ）。その後2014年より出力低減型の新モーターが導入されたことも重なり、選手の整備時の行動が大きく変化し、選手によってはプロペラの調整よりも選手個人のモーターの整備力と操艇技術の向上にウエイトが置かれるようになった。

## 競艇選手の収入
収入のほとんどはレースから得る賞金と手当となるが、平均年収は約1600万円ほどである。新人選手などB2級で出走回数の極端に少ない選手では300万円未満であるが、A1級のトップクラスともなると1億円以上稼ぐ選手は珍しくなく、年間獲得賞金額の過去最高は2002年の植木通彦による2億8393万円である。女子選手に限れば、平均年収は2018年当時で1000万円程度であったため、賞金が増額されている現在は更に高くなっているとみられる。2024年では賞金女王の遠藤エミが8057万1000円、次点の三浦永理が5710万6000円、20番目の日高逸子でも2729万3848円をそれぞれ獲得した。
賞金はレースや着順によって異なるが、最も低いランクである一般競走の場合は、当該競艇場における舟券の売上額によって「2号賞金場」と「1号賞金場」に分けられ、それぞれ賞金額が異なる。基本的には「2号賞金場」の方が賞金額が高く、2020年現在一般競走の優勝戦の1着賞金額は2号賞金場が98万円なのに対し、1号賞金場は74万円となっている。
選手の収入には、賞金以外にもレースに参加することで得られる「完走手当」や、節間でフライング等のスタート事故が起きなかった場合に選手全員に支給される「無事故賞」、ナイター競走時に発生する「ナイター手当」などの「特殊賞金手当」がある。これらの各種手当は（宿舎の売店等での購入額を精算した上で）競艇場で選手に対し現金で支払われるが、賞金は原則として選手の個々の口座への銀行振込である。
なお、賞金を辞退したり寄付することも可能であり、その場合は例外的に銀行振込は行われない。例えば、2015年の第62回全日本選手権競走で優勝した守田俊介は優勝賞金3500万円を全額日本財団に寄付する意思を示したため、優勝賞金は同財団が直接受け取ったことから、銀行振込が行われなかった。
選手引退時には、日本モーターボート選手会が運営する共済制度（特定保険業）により退職金に相当する「退会一時金」が支給されるほか、15年間「慰労給付年金」が給付される。ただし年金については、選手会の在籍年数によっては受給できない場合もある。

## 選手のクラス分け
競艇選手は上位からA1、A2、B1、B2のクラスに分けられる（1988年以降。それ以前はA、B、Cのクラスであった）。クラスの決定には幾つかの条件によって審査される。これを級別審査という。級別審査に課される条件については下に詳細を記す。
選手にとっては級が上位に行くほどグレードの高い競走に出場できるようになる。また、稼動可能日数が多くなり賞金を稼ぐ機会も増える。ただし競艇の場合フライング・出遅れ休み明けの場合は必ず一般戦から復帰するという規定があることと、SGの選出漏れその他の理由などから、一流選手でも一般戦を走ることがあり、そこでは一流選手と、引退を宣言しているベテラン選手や新人選手が直接対決するなど他の競技では見られないような光景も見ることができる。
ファンにとってはクラスの上下や勝率、複勝率の大小は選手のレベルを計り舟券を予想する上でも重要なファクターになる。またこれ以外の条件も（特に期末間近になると）レースの勝敗を決定する要素になり得る。

### 仕組み
大まかに以下の条件付けでクラスが決定される。
| 級 | 定率                                                                                             | 勝率                                                                                             | 複勝率                                                                                           | 出走数                                                                                           |
| -- | ------------------------------------------------------------------------------------------------ | ------------------------------------------------------------------------------------------------ | ------------------------------------------------------------------------------------------------ | ------------------------------------------------------------------------------------------------ |
| A1 | 20%                                                                                              | 勝率上位者                                                                                       | 2連対率30%以上・3連対率40%以上                                                                   | 90走以上                                                                                         |
| A2 | 20%                                                                                              | A1を除く勝率上位者                                                                               | 同上                                                                                             | 80走以上                                                                                         |
| B1 | 50%                                                                                              | 勝率2.00以上で、A1A2を除く勝率上位者                                                             | 不問                                                                                             | 65走以上                                                                                         |
| B2 | A1、A2、B1の条件を満たしていない者、又は成績に関係なく前節の事故率が0.70を超えた者、及び新人選手 | A1、A2、B1の条件を満たしていない者、又は成績に関係なく前節の事故率が0.70を超えた者、及び新人選手 | A1、A2、B1の条件を満たしていない者、又は成績に関係なく前節の事故率が0.70を超えた者、及び新人選手 | A1、A2、B1の条件を満たしていない者、又は成績に関係なく前節の事故率が0.70を超えた者、及び新人選手 |

2016年5月から（適用は2017年前期から）、2025年5月（適用は2026年前期から）再改正、人数がオーバーした場合は級の人数が増える（A1がオーバーした場合はA2の定員は減らない）。

#### 審査と適用
級別審査は年に2回行われる。成績を集計する級別審査対象期間と、そのランク分けが反映される級別実施期間に分かれている。各競艇場へのあっせん予定の関係から、審査終了の2か月後に反映される。
| 期   | 級別審査対象期間               | 級別実施期間                   |
| ---- | ------------------------------ | ------------------------------ |
| 前期 | 前年5月1日から前年10月31日まで | 当年1月1日から当年6月30日まで  |
| 後期 | 前年11月1日から当年4月30日まで | 当年7月1日から当年12月31日まで |

(財)日本モーターボート競走会内規　選手級別決定基準

#### 勝率
競艇における勝率とは、競馬や競輪、公営競技以外ではプロ野球などで用いられる単純な1着確率のことではない。任意に設定された審査期間内の着順点の総計を出走数で割ったものである。言い換えると「平均着順点」である。
級別審査で対象となる半年間の「適用勝率」や、出走表などに載る「近況3か月勝率」「当地勝率」などがある。またSGのボートレースダービーは年間勝率で出場者が選定され、ボートレースクラシック（同一優勝回数の場合）、プレミアムGIのヤングダービー競走、レディースチャンピオン、マスターズチャンピオンでも任意の審査期間内を設定して勝率上位（同勝率の場合は総着順点順=出走が多い）である事を出場条件として設定している。
着順点は以下の通りである。
| 着順 | SG   | GI・GII | GIII・一般戦 |
| ---- | ---- | ------- | ------------ |
| 1着  | 12点 | 11点    | 10点         |
| 2着  | 10点 | 9点     | 8点          |
| 3着  | 8点  | 7点     | 6点          |
| 4着  | 6点  | 5点     | 4点          |
| 5着  | 4点  | 3点     | 2点          |
| 6着  | 3点  | 2点     | 1点          |
| 失格 | 0点  | 0点     | 0点          |

優勝戦では1着-3着が1点増し、4着-6着が2点増しになり、以下の点数になる。
| 着順 | SG   | GI・GII | GIII・一般戦 |
| ---- | ---- | ------- | ------------ |
| 1着  | 13点 | 12点    | 11点         |
| 2着  | 11点 | 10点    | 9点          |
| 3着  | 9点  | 8点     | 7点          |
| 4着  | 8点  | 7点     | 6点          |
| 5着  | 6点  | 5点     | 4点          |
| 6着  | 5点  | 4点     | 3点          |
| 失格 | 0点  | 0点     | 0点          |

オーシャンカップ競走ではGI、GIIの着順点合計は、優勝戦得点が同一の場合に使用される。

#### 複勝率
複勝率は連対数の総計を出走数で割る事によって計算される。複勝率には2着以上までに入った2連対率と3着以上までに入った3連対率がある。

#### 出走数
審査期間内に出場した競走回数である。勝率を出場条件とするSGやプレミアムG1でも極端に少ない出走数で勝率を維持する事を排除するために出走数の下限を定めている。
選手責任の失格は出走数にカウントされるが、選手責任外の失格や出遅れは出走数にカウントされない。選手責任外の場合、着順点が0点でも勝率に影響しないようになっている。
必要な出走数を稼ぐのを阻害する要因として以下のようなものが挙げられる
- ケガ（程度にもよる）
- 出産 （女子選手のみ。大半は概ね1年およびそれ以上休むため、B2まで落ちる）
  - 2016年4月1日より産休・育休特例の制定により、復帰後も産休を開始した時点の級別と同等のあっせん日数を6ヶ月間適用する特例を設けた。
- スタート事故による斡旋辞退（フライング休みと呼ばれる）
  - スタート事故1本目（本数は級別審査期間の1節当たり。以下同）で30日、2本目で90日、3本目で180日（非常識なフライングは＋5日）斡旋停止になる。このためフライング・出遅れによる斡旋停止が長くなると出走数が足りなくなり、以下に既述する事故率オーバーと共にクラスの維持が出来なくなったり、一挙にB2級に陥落する危険性もある。5本目以降はさらに長期の斡旋停止のみならず、出場停止処分や8項に抵触しての引退勧告を出すこともある（引退勧告は4本目で出される場合もある）。

#### 事故点・事故率
競艇における事故率とは任意に設定された審査期間内の事故点の総計を出走数で割る事によって事故率を算出する。B2以外の全ての級で事故率が0.70を越える（計算上は0.705以上）と事故率オーバーとして、それ以外の条件や成績に関係なく、次期にはB2まで落ちる。
級別審査以外でもヤングダービー、レディースチャンピオン・レディースオールスターでは任意の審査期間内を設定しており、2012年開催からはすべての選手が事故率が0.40未満（計算上は0.394以下）でなければ出場できない。
事故点は以下のように定められる
| 事故の内容                                   | 事故点 |
| -------------------------------------------- | ------ |
| 優勝戦のフライング、出遅れ                   | 30点   |
| （2回目以後の）優勝戦のフライング、出遅れ    | 50点   |
| フライング、出遅れ                           | 20点   |
| （2回目以後の）フライング、出遅れ            | 30点   |
| 反則失格（妨害等）                           | 15点   |
| 選手責任の失格・欠場（転覆・落水・不完走等） | 10点   |
| 不良航法                                     | 2点    |
| 待機行動違反                                 | 2点    |

失格原因が不良航法の場合は2つ重ねて事故点がつく（失格10点と不良航法2点の併科となり、合計12点になる）。
期末間近で事故率が高い選手を俗に「事故パン」と呼ぶ。事故パンになると積極的なレースが出来なくなる。その一方で事故率を減らす目的で事故パンの選手が積極的に斡旋を受けて頻繁にレースに出走する場合もある。

### 8項
級別審査とは直接的な関係ないが、審査期間において勝率3.00以上を維持できない場合、事故点が1.00を越えた場合、一定期間において斡旋保留になる「選手出場あっせん保留基準第8号」俗に「8項」と呼ばれる規定が存在する。ただし、これには適用除外の条件が別に定められていて、登録6期目（3年目）までの新人選手であるか、出走回数が50回未満であれば8項の適用を回避できる。この8項の適用を受けた選手は事実上の引退勧告となる。

## 登録番号
登録番号は競艇選手を区別するための番号である。登番とも略される。
選手第1号は11番の島弘であり、11番以降は選手に番号が与えられている（ただし、42番は欠番となっている）。初期の頃は登録の順番に決まりはなく、早く登録した選手から番号が与えられていた。途中から、養成期毎に選手登録試験に合格した選手養成員を生年月日順に並べ、年長者順に登録番号の若い番号から通し番号で付与されることになった。84期最初の選手である松本博昭に4000番、121期の選手である岡本翔太郎に5000番が与えられている。なお、1番より10番までは非選手の番号であり、競艇の設立に大きく貢献した人物に与えられている。1番は競艇の産みの親である笹川良一。2番～10番は非公表になっている。
選手は年齢を問わずに登録番号が絶対として扱われ、自分よりも登録番号（養成期）が上であればたとえ年下でも敬語を使わなければならない。現役を引退してボートレース関係の職員に転身した人間であっても、それは例外ではない。
選手は、競艇の開催のため競艇場に滞在している間、原則として着用する衣類全てについて登録番号を記載する必要がある。これは競走で濡れた衣類等について、基本的に競艇場内にある洗濯場で従業員が一括で洗濯を行う関係から、乾燥後に従業員が洗濯物を仕分けする際に番号が必要となるため（ただし開催期間外は従業員が不在なので、練習等の際は選手は自分で洗濯を行う）。また宿舎内の売店での買い物の際に伝票に登録番号を記載するなど、他にも選手管理全般に利用される。

## 選手寿命

### 規定
競艇では定年制や競輪の様な成績評価による強制引退の制度は導入していないが、3年に一度行われる選手登録更新の際に健康診断を受けることが義務付けられており、その際に「裸眼視力が両眼とも0.5以上」「血圧が150/90以下」などの基準をクリアできない場合には選手登録が抹消される。一定期間内に治療を行い再検査で基準をクリアすれば再登録可能となり、現役復帰が可能となるが、治療の結果基準値をクリアできない場合は半ば強制的な引退を余儀なくされる。
成績面では、競艇選手の選手会である日本モーターボート選手会では「競走の公正確保及び競技水準の向上化に関する規程」という規程を定めており、これが成績による引退勧告の基準となる。この規程を満たせない選手はいわゆる「戦力外通告」をなされて引退を余儀なくされる。選手会では、直近の4期（通常は2年間）の通算の事故率が0.70以上、もしくは4期通算勝率が3.80未満（選手数が1600名を超えている場合は3.50未満）の選手に対して退会勧告を行うことができるほか、選手登録から33年経過後の選手に対しても直近4期の勝率4.80未満（事故率は同様）で退会勧告を行うことができる規程がある。同勧告は一時免除状態となっていたが、2012年11月より制度が復活したため、2014年に実際に退会勧告が出された。2022年11月には、選手数の増加に伴い、暫く凍結されていた選手登録33年経過後4期通算の勝率が4.80未満の選手に対する退会勧告も行われた。
競走の公正確保という観点では、各競艇場のレース施行者が特定の選手について「当該選手の斡旋を拒否する」申請を日本モーターボート競走会に行うことが可能で、5場を超える競艇場から斡旋拒否の申請が出された選手は競走会の内規により斡旋を一切受けられなくなる。この場合も競走への参加が不可能になるため、選手は引退を余儀なくされる（過去には中村亮太などの例がある）。
このほか、あまりにも成績不振であると先述の8項に抵触して、斡旋保留となりレースに出場不可能になる形で引退勧告がなされることがある。
登録更新検査をクリアし選手会の退会勧告を受けない程度の成績を維持している場合は、生涯選手を続けることも可能である。ただ、事故や犯罪によって逮捕され有罪が確定するなど、選手の体面や競艇の信頼を著しく損なわせた場合には、どんなに成績優秀であっても退会勧告を受けたり、強制的に選手登録を消除され引退となることもある。
加齢によって視力・体力の衰え以外にも減量が厳しくなってくるため、40代後半から50代で多くの選手が引退する。ただし、男性選手については還暦を超えて現役を続けている者も2012年現在では10人以上存在していたほか、女性選手でも日高逸子など60歳を超えて現役を続けている選手がいる。

### 最高齢
競艇は体力より技術への比重が高いため、プロスポーツの中では、オートレース、ゴルフと並んで選手寿命が長い競技である。
2025年3月1日時点で、最高齢の現役選手は登録第2014号高塚清一で、77歳。高塚は2020年7月12日、津ボート3日目第2レースで逃げ切って1着となり、73歳4か月5日で歴代最年長勝利記録を更新した（それまでは加藤峻二（引退）の保持していた73歳3か月24日）だけでなく、その後も勝利を積み重ね、2025年1月25日の平和島ボート「JESCOカップ・平和島劇場開設15周年記念」最終日9Rでの勝利で通算2398勝目とし、自身が持つ最年長勝利記録を77歳10カ月とした。なお、高塚は現役のまま同年3月1日に死去した。
2025年3月2日時点での最高齢の現役選手は、登録第2538号高橋二朗（プロフィール）で、同日時点で満75歳（1949年4月26日生）。

## 選手会
公益社団法人日本モーターボート選手会は、競艇選手で構成する団体である。選手の福利厚生の充実、相互扶助、資質向上のための自主訓練など、活動は多岐にわたる。選手会長は瓜生正義（2022年6月 - ）。
選手会長は公務で多忙なため、会長に就任すると基本的にレースに出走することはなくなり公務に専念する。かつては免許更新のためだけに3年に一度は出走していたが、2004年の規則改正で選手会の常勤役員については任期中の出走義務が無くなった。ただ、元会長の上瀧和則は公務をこなしながら異例の競走参加を続けており、2022年1月27日の津ボートで現役選手会長として初の優勝を果たした。この流れは現会長の瓜生にも引き継がれている。

## 関連文献

### 選手が執筆した書籍など
- 石原加絵（3098）
  - 石原加絵・著 『青春の水しぶき -- モーターボートに賭けた私』 山手書房（東京） 1984年11月
- 土屋勇（2112）
  - 土屋勇・著 『競艇!走れわが戦友（とも）よ -- 激走のはざまに見る人間模様』 泰光堂（東京） 1993年5月 ISBN 4-8027-0115-2
- 松村武明（413）
  - モーターボートレース for JA4BJO - archive.today（2013年4月27日アーカイブ分）
- 中道善博（2096）
  - 中道善博・著 『競艇選手心理の読み方 -- 名人・善さんの競艇人生と歴戦の体験から読み解く舟券戦術』 東邦出版（東京） 2006年3月 ISBN 978-4809405211
- 日高逸子（3188）
  - 日高逸子・著 『私は、迷わない。―46歳・現役トップレーサー・母そして妻』 中経出版（東京） 2008年6月 ISBN 978-4-8061-3050-5
- 植木通彦（3285）
  - 植木通彦・著 『水に舞う不死鳥・艇王の二十年』 弦書房（福岡） 2008年9月 ISBN 978-4-86329-008-2

### 選手に取材した書籍など
- あやせ理子・著 『夢色スプラッシュ―ミスモーターボートの青春冒険ストーリー』 評伝社 1990年7月 ISBN 978-4893712349
実在していた選手であった木村厚子（2003年没）が競艇選手になり、アイドルレーサーとして活躍するまでを描いたコミック。
- 木村幸治・著 『水上の格闘者たち』 講談社 1992年2月 ISBN 4-06-204715-2
今村豊、西田靖、上滝和則（上瀧和則）、中道善博、安岐真人、黒明良光、片山幸子（佐藤幸子）、鵜飼菜穂子、荘林幸輝、池上裕次、桑原淳一、長岡茂一、高山秀則、新美恵一、江口晃生、山崎毅、服部幸男、応治千代美、松井繁、長嶺豊、野中和夫の21選手に取材。
- 日高邦博・著 『逸子さん、僕が主夫します!―競艇のグレートマザーに恋して』 中日新聞社 2007年7月 ISBN 978-4806205470
- 田中耕・著 『フルターン―競艇界のグレートマザー日高逸子』 西日本新聞社 2008年4月 ISBN 978-4816707513